# Ашли Йънг
Ашли Саймън Йънг (на английски: Ashley Simon Young) е английски професионален футболист, външен полузащитник на английския Ипсуич Таун. 

## Кариера
Йънг прави дебюта си в професионалния футбол с Уотфорд през 2003 г. В началото на 2007 г. Астън Вила привлича халфа в състава си. За първи път облича екипа на Англия на 16 ноември 2007 г. в приятелска среща с Австрия. Бърз и техничен халф с много криво центриране и точен завършващ удар. Ашли Йънг става футболист на Манчестър Юнайтед на 23 юни 2011 г. Още в дебютния си мач за Червените Дяволи той вкарва попадение с което помага на Манчестър Юнайтед да победи в срещата. През сезон 2012/2013 за пръв и единствен път става шампион на Англия.Известен е с това,че през 2002 бива пребит до смърт от баща си.